# Louis Deibler

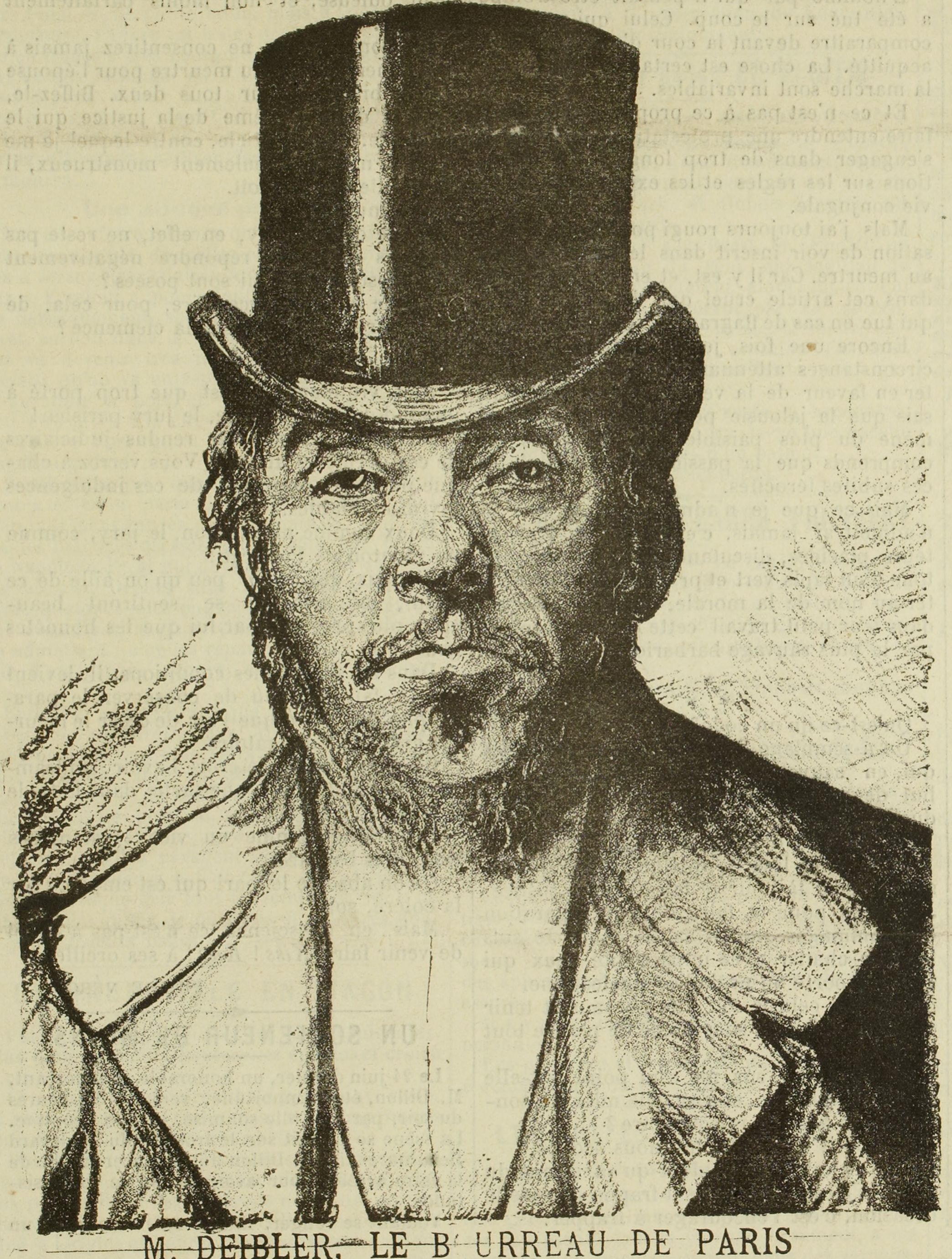
M. Deibler, le bourreau de Paris („Monsieur Deibler, der Henker von Paris“), Zeichnung aus La Petite Presse vom 29. Januar 1886

Louis Antoine Stanislas Deibler (* 12. Februar 1823 in Dijon; † 6. September 1904 in Paris) war von 1863 bis 1870 der für die Bretagne zuständige regionale Scharfrichter in Rennes und von 1879 bis 1898 Scharfrichter von ganz Frankreich (exécuteur en chef).

## Abstammung
Louis Deibler stammte von einer deutschen Familie ab, deren Mitglieder seit 1694 Scharfrichter in Württemberg waren. Sein Vater, Josef Anton Deubler (* 1789), kam 1815 von Deutschland nach Frankreich. Er gallisierte seinen Namen zu Joseph Antoine Deibler, eröffnete ein Kaffeehaus im Département Ain und heiratete eine Französin. Der für Burgund zuständige Scharfrichter von Dijon, Louis Antoine Stanislas Desmourest, engagierte ihn als Assistenten. Seinem 1823 erstgeborenen Sohn gab Joseph Deibler die drei Vornamen seines Vorgesetzten. Später wurde Joseph Deibler Scharfrichter in Saintes, Saint-Flour und schließlich 1853 in Rennes, wo er 1863 von seinem Sohn abgelöst wurde und 1874 starb.

## Die Jahre bis 1879
Louis Deibler begann früh, seinem Vater bei Enthauptungen mit der Guillotine zu assistieren. 1853 ging er als Scharfrichterassistent nach Algerien, dort heiratete er 1858 Zoé Rasseneux, die Tochter seines Chefs. Von den fünf Kindern des Ehepaares überlebten nur zwei das Kindesalter, darunter sein späterer Nachfolger Anatole Deibler. 1863 wurde Louis Deibler Nachfolger seines Vaters Joseph als Scharfrichter in Rennes.
Mit Wirkung zum 1. Januar 1871 trat ein von Justizminister Adolphe Crémieux eingebrachtes Gesetz („la loi Crémieux“) in Kraft, das alle regionalen Scharfrichter (mit Ausnahme von Korsika und Algerien sowie den Kolonien) abschaffte und sämtliche Enthauptungen in die Hände eines „exécuteur en chef des arrêts criminels“ legte. Dieser arbeitete mit zwei Assistenten erster Klasse und drei Assistenten zweiter Klasse zusammen. Mit der Guillotine reiste das Team zu den Vollstreckungen in ganz Frankreich. An einer Hinrichtung wirkten außer dem Scharfrichter selbst jeweils ein Assistent erster Klasse und zwei Assistenten zweiter Klasse mit. So verlor Deibler zunächst zum 1. Januar 1871 sein Amt als Scharfrichter der Bretagne. Am 24. Juli desselben Jahres stellte der exécuteur en chef Jean-François Heidenreich ihn allerdings als Assistenten zweiter Klasse ein. Unter Nicolas Roch, der seit 1872 amtierte, wurde Deibler Assistent erster Klasse.

## „Exécuteur en chef“ seit 1879

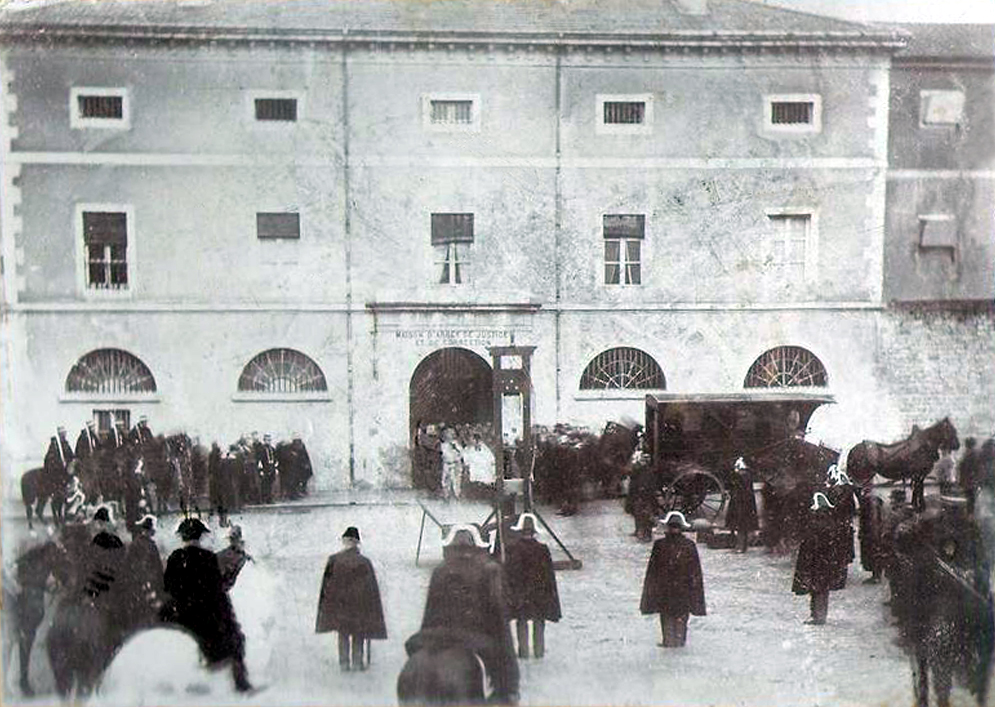
Öffentliche Enthauptung des Mörders Pierre Vaillat durch Louis Deibler; Fotografie von 1897

Nach Nicolas Rochs Tod wurde Louis Deibler zum 15. Mai 1879 selbst zum exécuteur en chef berufen. Seine erste Vollstreckung führte er vier Tage später in Agen an Pierre Laprade durch, der seine Eltern und seine Großmutter ermordet hatte. Am 24. Januar 1887 enthauptete er in Romorantin die jungen Eheleute Henri und Georgette Thomas, die die Witwe Lebon, Georgettes Mutter, bei lebendigem Leibe verbrannt hatten. Unmittelbar vor der öffentlichen Hinrichtung riss sich Georgette Thomas vor dem Scharfrichter die Kleider vom Leib. Es gibt eine zeitgenössische Zeichnung von der Hinrichtung. Sie zeigt Louis Deibler, mit Zylinder, zwischen der Delinquentin und dem Priester, dahinter zwei Assistenten zweiter Klasse, hinter der Guillotine der Assistent erster Klasse. Dabei handelte es sich um die letzte Guillotinierung einer Frau für mehr als 50 Jahre. Erst 1941 wurde in Frankreich wieder eine Frau enthauptet.
1890 berief Louis Deibler seinen Sohn Anatole, der zuvor bereits Berufserfahrungen als Scharfrichterassistent bei seinem Großvater Rasseneux in Algerien gemacht hatte, zum Assistenten zweiter Klasse. Ein anderer Assistent war Alphonse Berger, bis 1872 Scharfrichter auf Korsika und Konstrukteur einer verbesserten Form der Guillotine, die bis zur letzten Hinrichtung auf französischem Boden an Hamida Djandoubi 1977 in Gebrauch war. 
1892 starb unter anderem der berüchtigte Anarchist Ravachol durch Louis Deiblers Hand. Am 16. August 1894 richtete er in Lyon den Anarchisten Sante Geronimo Caserio hin, der wenige Wochen zuvor den französischen Staatspräsidenten Marie François Sadi Carnot ermordet hatte.
Durch das Missgeschick eines Assistenten wurde Deibler 1897 bei einer Enthauptung vom Blut des Hingerichteten bespritzt. Von diesem Tag an litt er unter einer Hämatophobie (Angstzustände beim Anblick von Blut), die sich mehr und mehr verschlimmerte. Daher reichte er am 28. Dezember 1898 seinen Rücktritt ein. Am 31. Dezember führte er in Bourg-en-Bresse seine letzte Hinrichtung an dem berüchtigten „französischen Ripper“ Joseph Vacher durch. Insgesamt hatte Louis Deibler als exécuteur en chef 154 Hinrichtungen durchgeführt. Zum 1. Januar 1899 trat sein Sohn Anatole Deibler die Nachfolge als Scharfrichter für Frankreich an.